# Final da Taça da Liga de 2012–13
A final da Taça da Liga de 2012–13 foi uma partida de futebol disputada no dia 13 de abril de 2013, para determinar o vencedor da Taça da Liga de 2012–13. A final foi disputada no Estádio Cidade de Coimbra, em Coimbra, entre o Futebol Clube do Porto e o Sporting Clube de Braga. O Braga venceu o FC Porto por 1–0, garantindo assim o seu primeiro título da competição.

## Jogo
| 13 de abril de 2013 | Braga           | 1 – 0 | FC Porto | Estádio Cidade de Coimbra, Coimbra   |
| 19:45 UTC           | Alan 45+2' (gp) |       |          | Público: 18 519 Árbitro: João Capela |